# Bridging Eastern and Western Psychiatry
Bridging Eastern & Western Psychiatry (BE&WP) (ros. Мост между Восточной и Западной психиатрией) jest stowarzyszeniem non-profit europejskich psychiatrów, które promuje nawiązywanie współpracy naukowej oraz wymiany doświadczeń między psychiatrami z Europy środkowo-wschodniej i zachodniej. Zostało ono założone w 2002 przez grupę psychiatrów i psychologów, naukowców z europejskich uczelni. Inicjatorami powstania stowarzyszenia byli: Prof. Maria Luisa Figueira, oraz Prof. Mario Di Fiorino.
BE&WP jest stowarzyszone z "International Review of Bipolar Disorders" oraz "Winter Workshop on Psychosis".
Stowarzyszenie wydaje też własny periodyk. Czasopismo "Bridging Eastern & Western Psychiatry" jest publikowane dwa razy do roku, w języku angielskim, z obszernymi streszczeniami po rosyjsku.
Organizowane przez BE&WP corocznie konferencje naukowe, odbywają się w lokalizacjach pozwalających na łatwiejszy i tańszy dostęp dla profesjonalistów z krajów Europy środkowowschodniej.  BE&WP wspiera też wspólne programy edukacyjne i prace naukowe.
W czerwcu 2014 r. konferencja Bridging odbędzie się w Warszawie (Polska). Organizatorami spotkania są prof. Irena Krupka-Matuszczyk oraz dr Maciej Pilecki.